# Vibe

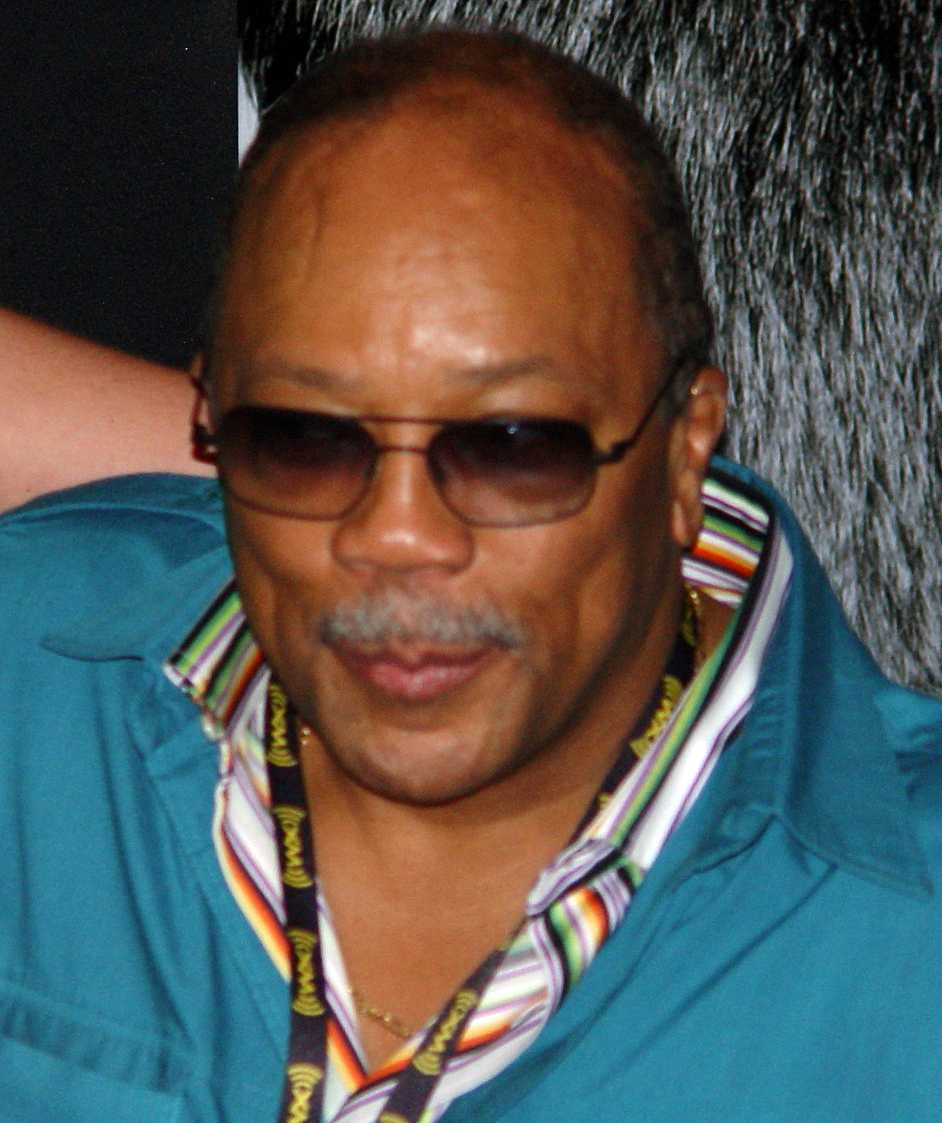
El productor musical Quincy Jones.

Vibe es una revista estadounidense creada en 1993 por el productor Quincy Jones y editada por la compañía Time Inc. La publicación se concentra principalmente en músicos de hip hop y R&B, actores y otros artistas. Editada mensualmente, el público objetivo de Vibe son los jóvenes seguidores de la cultura hip hop. Aunque se rumoreó que el magnate del hip hop Russell Simmons sería el socio inicial, el publicista Len Burnett reveló en una entrevista en marzo de 2007 que Simmons había tenido un enfrentamiento con el redactor jefe Jonathan Van Meter.
Uno de los principales factores del éxito de Vibe es el rango temático que abarca, más amplio que sus competidoras The Source y XXL. Estas se concentran mayoritariamente en la música rap y el rock, como las revistas Rolling Stone y Spin. También difiere de las publicaciones Essence, Ebony o Jet, ya que está dirigida a lectores más jóvenes y de diversas etnias. Para el año 2007, la circulación de Vibe era de 800.000 ejemplares aproximadamente. En ella se publicitan desde Dolce & Gabbana hasta marcas de coñac, mejorando su prestigio como marcadora de tendencias.

## Contenido
Los segmentos recurrentes incluyen la lista 20 Questions en la contraportada, la columna sobre reggae y música caribeña Boomshots, las críticas musicales Revolutions y la columna de chismes de celebridades Vibe Confidential. La revista también dedica muchas páginas a editoriales fotográficas de moda urbana, como Rocawear y Fubu.

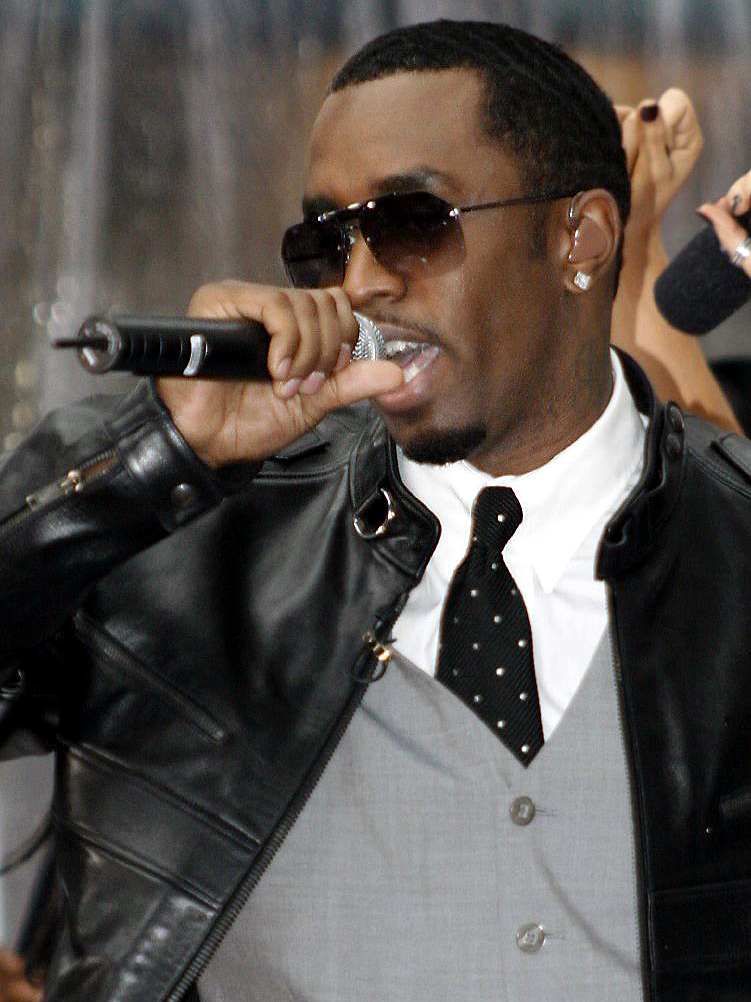
Sean Combs, fundador de la marca de ropa Sean John.

Vibe se ha esforzado por incluir modelos de todas las entnias en sus páginas de moda. El exeditor Emil Wilbikin era quien frecuentemente estilizaba estos reportajes, manteniendo la moda a la vanguardia de la identidad de la revista a comienzos de los años 2000. Muchas marcas de ropa creadas por músicos de hip-hop, como Sean John de Sean Combs, Apple Bottoms de Nelly y G-Unit de 50 Cent, encontraron gran exposición en las páginas de Vibe.
En la edición de septiembre de 2003, conmemorando los 10 años de Vibe, la revista publicó diferentes portadas usando retratos en blanco y negro de populares celebridades. Además incluyó The Vibe 100: the juiciest people, places and things of the year (en idioma inglés, "Los Vibe 100: Las personas, los lugares y las cosas más jugosas del año").
Desde el año 2007, el redactor jefe es Danyel Smith, quien había tenido el mismo cargo entre 1996 y 1999. Su predecesores fueron Emil Wilbikin y Mimi Valdes. Muchos escritores y editores exitosos han contribuido con Vibe, incluyendo a Alan Light, Jeff Chang, Dream Hampton, Cheo Hodari Coker, Erica Kennedy, Miles Marshall Lewis y Serena Kim.

## Portadas

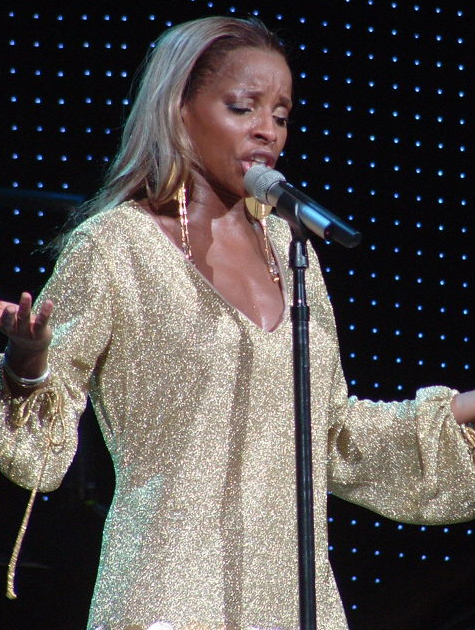
Mary J. Blige.

La cantante de R&B, Mary J. Blige, ha posado reiteradas veces para la portada de Vibe, con incontables artículos acerca de su carrera. En noviembre de 1994, las chicas del trío TLC aparecieron vestidas como bombero, haciendo referencia al incendio que la integrante Lisa Lopes provocó —motivada por celos— en la mansión de su novio, el baloncestista Andre Rison. La primera portada sin fotografía fue aquella donde aparece una ilustración de la cantante Aaliyah, creada por el artista e ilustrador Álvaro. Otras celebridades que han aparecido en las portadas de Vibe son Brandy, Snoop Dogg, Mariah Carey, Beyoncé Knowles, Jennifer López, Eminem, R. Kelly y Michael Jackson.

## Expansión de la marca
Además de la revista, Vibe publica libros sobre la cultura hip-hop. Para celebrar el décimo aniversario de la revista, se editó VX: Ten Years of Vibe Photography (en idioma inglés, "VX: Diez años de la fotografía Vibe"). Con una imagen de 50 Cent a pecho descubierto en la portada, el libro incluía fotografías de Alicia Keys, RZA, Eve, Chuck D y Run DMC, tomadas por prominentes fotógrafos como Albert Watson, Ellen von Unwerth, David LaChapelle y Sante D'Orazio, entre otros 150 artistas.
Otros libros de Vibe tratan temas como la historia del hip-hop, las mujeres en el hip-hop y las biografías de los raperos Tupac Shakur y Notorious B.I.G.. Entre el 2004 y el 2007, la revista editó una publicación derivada, llamada Vibe Vixen, que se concentraba en belleza, moda, estilo y artistas femeninas.
Un talk show homónimo fue transmitido desde agosto de 1997 hasta mediados de 1998. Estaba producido por Quincy Jones y era presentado por Chris Spencer. Tal como el Show de Arsenio Hall a comienzos de los años 1990, el programa atraía a las audiencias jóvenes y urbanas. Spencer fue despedido en octubre de ese año y fue reemplazado por el comediante Sinbad, acompañado del locutor radial Big Boy. El show fue grabado en los estudios CBS Television City en Los Ángeles.
Otras plataformas de la revista son Vibe Online, en Internet, y Vibe On Demand, un canal de televisión a pedido. También existe Vibe film, MVibe -un servicio que provee contenidos a teléfonos móviles- y líneas de discos compactos y DVD distribuidas con la misma marca.
Desde el año 2006, el grupo Vibe Media fue adquirido por el grupo Wicks. Durante este período, muchos ejecutivos importantes de Vibe abandonaron la compañía: el exgerente Eric Gertler, el presidente Ari Horowitz, el vicepresidente y publicador Len Burnett, la redactora jefe Mimi Valdez, el director de desarrollo comercial Teddy Hatwood, el gerente general de Vibe Digital Media John DeMarchi, el director creativo Duane Shaw, el director de diversidad Bob Ingram y la directora de mercadeo Carla Shackleford. En toda la empresa, el movimiento de personal ha excedido el 75% en los últimos 18 meses.
En julio de 2007, el grupo Wicks contrató a Steve Aaron como el nuevo gerente general de Vibe Media. Su primera decisión fue descontinuar la exitosa revista Vibe Vixen para que la compañía se concentrase sólo en Vibe.

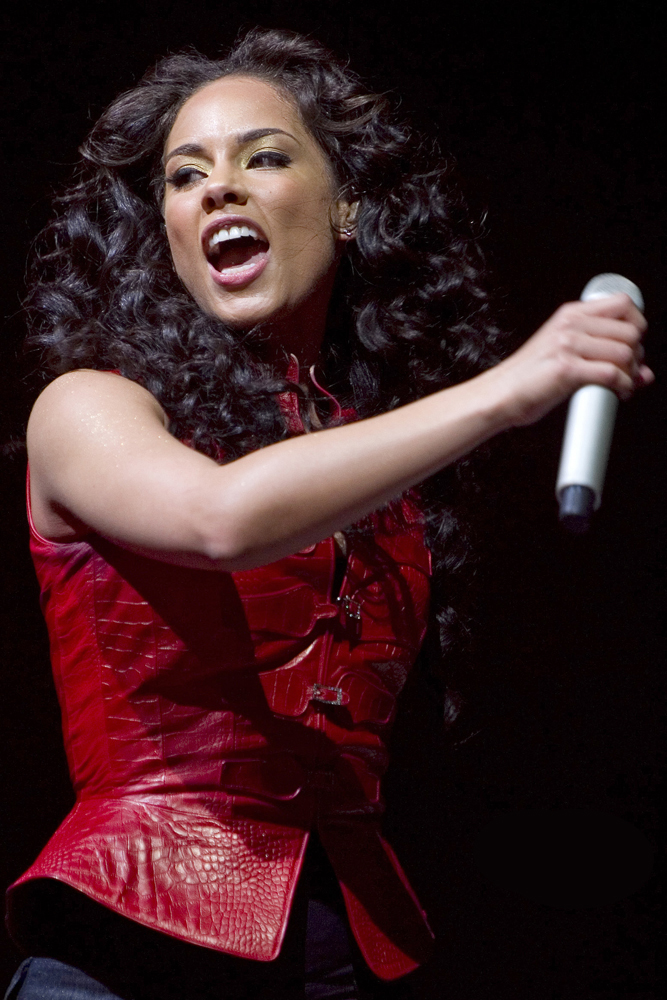
Alicia Keys.

De acuerdo a MediaWeek, en los primeros seis meses del 2008, las páginas publicitarias de Vibe han disminuido en un 17,9% y las ganancias han caído en más del 20%. Los visitantes y ganancias de Vibe.com han disminuido un 40% en el mismo periodo. En diciembre de 2007, el sitio web de Vibe abandonó la categoría "Top 5000 Alexa" —de los 5.000 sitios más grandes del mundo según Alexa Internet— y apareció en una lista más pequeña.
En respuesta a estos retos comerciales, Vibe recientemente redujo su tiraje de 850.000 a 800.000 ejemplares. Simultáneamente, se incrementó el valor de cada edición de $3.99 dólares a $4.99.
Los desafíos económicos de Vibe han alimentado los rumores sobre una supuesta venta de la compañía. De acuerdo a un reporte de MediaWeek, "Mucha gente cercana a la empresa declara que Wicks ha intentado silenciosamente conocer los intereses de compradores potenciales; un ejecutivo de la industria editorial confirmó que su compañía había recibido ofertas de parte de Wicks. Aaron... ha negado firmemente esas negociaciones, 'No estamos en venta', dijo. 'Cuando estás en posesión de una empresa de capital privado, se asume que siempre estás en venta. Llegará un momento en que consideraremos algunas opciones, pero no estoy diciendo que lo hagamos justo ahora'".

## Premios Vibe
Desde el año 2003, la revista otorga anualmente los Vibe Awards, que eran transmitidos por el canal UPN. La ceremonia se hizo tristemente famosa en el año 2004 cuando dos raperos se enfrentaron, con una puñalada como consecuencia. En el 2007, se detuvo la tradición y The CW Network no fue elegida para televisar los premios. La señal escogida fue VH1 Soul, la cual transmitió la ceremonia el 14 de febrero de ese año. Cinco días más tarde, el show fue repetido por el canal VH1.